# Hiroyuki Sawano
Hiroyuki Sawano (jap. 澤野 弘之, Sawano Hiroyuki; * 12. September 1980 in der Präfektur Tokio) ist ein japanischer Fernseh-, Computerspiele- und Filmkomponist.

## Werdegang
Hiroyuki Sawano arbeitet seit 2006 als Komponist, wo er in Kooperation mit Shin Kōno den Soundtrack zur Dorama-Serie Iryū – Team Medical Dragon komponierte, sowie zu Nobuyuki Takahashis Film Catch A Wave und zur Anime-Serie Soul Link.
Er steht bei der Agentur legendoor unter Vertrag.
Am 15. Juli 2009 erschien sein erstes eigenes Album musica. Daneben wurden die von ihm komponierten Soundtracks ebenfalls auf CDs veröffentlicht, wobei jener zur Anime-Serie Shingeki no Kyojin vom 28. Juni 2013 auf Platz 12 der Oricon-Charts einstieg.
2014 startete er das Musikprojekt SawanoHiroyuki[nZk], das den Gesang für seine komponierten Werke beisteuert.

## Werk
Kinofilme
- Catch A Wave (キャッチ ア ウェーブ, Kyatchi A Wēbu; 2006)
- Jigyaku no Uta (自虐の詩; 2007)
- Kagehinata ni Saku (陰日向に咲く; 2008)
- Higanjima (彼岸島; 2010)
- Box! (ボックス!, Bokkusu!; 2010)
- Sengoku Basara – The Last Party (劇場版 戦国BASARA -The Last Party-; 2011)
- Ao no Exorcist (青の祓魔師 ―劇場版―; 2012)
- Platina Data (プラチナデータ, Purachina Dēta; 2013)

Dorama-Serien:
- Ns’ Aoi (Ns'あおい; 2006), in Kooperation
- Iryū – Team Medical Dragon (医龍-Team Medical Dragon-; 2006), in Kooperation
- Taiyō no Uta (タイヨウのうた; 2006)
- Tōkyō Tower – Okan to Boku to, Tokidoki, Oton! (東京タワー 〜オカンとボクと、時々、オトン〜; 2007), in Kooperation
- Kodoku no Kake – Itoshiki Hito yo (孤独の賭け〜愛しき人よ〜; 2007)
- Iryū – Team Medical Dragon 2 (医龍-Team Medical Dragon-2; 2007), in Kooperation
- Binbō Danshi: Bonbīmen (貧乏男子 ボンビーメン; 2008)
- 81diver (ハチワンダイバー, Hachiwan Daibā; 2008)
- Maō (魔王; 2008)
- Prisoner (プリズナー, Purizunā; 2008)
- Triangle (トライアングル, Torainguru; 2009), in Kooperation
- BOSS (2009), in Kooperation
- My Girl (マイガール, Mai Gāru; 2009), in Kooperation
- Massugu na Otoko (まっすぐな男; 2010), in Kooperation
- Iryū – Team Medical Dragon 3 (医龍-Team Medical Dragon-3; 2010), in Kooperation
- Marks no Yama (マークスの山, Mākusu no Yama; 2010)
- BOSS, 2. Staffel (2011), in Kooperation
- Marumo no Okite (マルモのおきて; 2011), in Kooperation
- Itsuka Hi no Ataru Basho de (いつか陽のあたる場所で; 2013)
- Lady Joker (レディ・ジョーカー, Redi Jōkā; 2013), in Kooperation

Anime-Serien:
- Soul Link (2006)
- Yoake Mae yori Ruriiro na: Crescent Love (夜明け前より瑠璃色な Crescent Love; 2006)
- Project Blue Chikyū SOS (Project BLUE 地球SOS; 2006), nur Werbefilm
- Kishin Taisen Gigantic Formula (機神大戦ギガンティック・フォーミュラ, Kishin Taisen Gigabtikku Fōmyura; 2007)
- Zombie-Loan (ZOMBIE-LOAN; 2007)
- Sengoku Basara (戦国BASARA; 2009)
- Kidō Senshi Gundam UC (機動戦士ガンダムUC; 2010)
- Sengoku Basara Two (戦国BASARA弐; 2010)
- Ao no Exorcist (青の祓魔師; 2011)
- Guilty Crown (ギルティクラウン, Giruti Kuraun; 2011–2012)
- Shingeki no Kyojin (進撃の巨人; 2013)
- Kill la Kill (キルラキル, Kiru ra Kiru; 2013–2014)
- Aldnoah.Zero (アルドノア・ゼロ, Arudonoa Zero; 2014–2015)
- Nanatsu no Taizai (七つの大罪; 2014–2015)
- Seraph of the End (2015), in Kooperation
- Kōtetsujō no Kabaneri (甲鉄城のカバネリ; 2016)
- Blue Exorcist: Kyoto Saga (青の祓魔師 京都不浄王篇; 2017)
- Shingeki no Kyojin Season 2 (進撃の巨人 2; 2017)
- Re:CREATORS (レクリエイターズ; 2017)
- Shingeki no Kyojin Season 3 (進撃の巨人 2; 2018)
- 86 -Eighty Six (86-エイティシックス- 2021)
- Gunjou no Fanfare (群青のファンファーレ; 2022)
- Solo Leveling (俺だけレベルアップな件; 2024)

Videospiele:
- Xenoblade Chronicles X (2015)
- League of Legends (2019)
- Iron Saga (2019)